# Гупиль, Жюль Адольф
Жюль Адольф Гупиль (фр. Jules-Adolphe Goupil; 8 мая 1839, Париж — 28 апреля 1883[…], Нёйи-сюр-Сен) — французский художник.

## Биография
Родился в 1839 году в Париже. Учился в Высшей школе изящных искусств Парижа. Среди его учителей был Флоран Виллемс, стиль работ которого оказал на Гупиля существенное влияние.
Писал преимущественно женские головки и жанровые сцены, выдержанные в несколько сентиментальном вкусе, но отличающиеся богатой и хорошо подобранной цветовой палитрой, мастерством, точностью в проработке деталей.
В 1857 году дебютировал на ежегодном Парижском салоне и с тех пор выставлялся там регулярно. Четырежды завоевал награды Салона (в 1873, 1874, 1875 и 1878 годах). Также выставлял свои работы на Брюссельском и Мюнхенском салонах.
В 1875 году стал кавалером ордена Леопольда I. В январе 1881 года стал кавалером ордена Почётного легиона.
У Гупиля был брат, Леон Люсьен Гупиль (1834—1891), создававший картины в аналогичном стиле.
Скончался Гупиль в 1883 году в Нёйи-сюр-Сен в окрестностях Парижа.

## Галерея

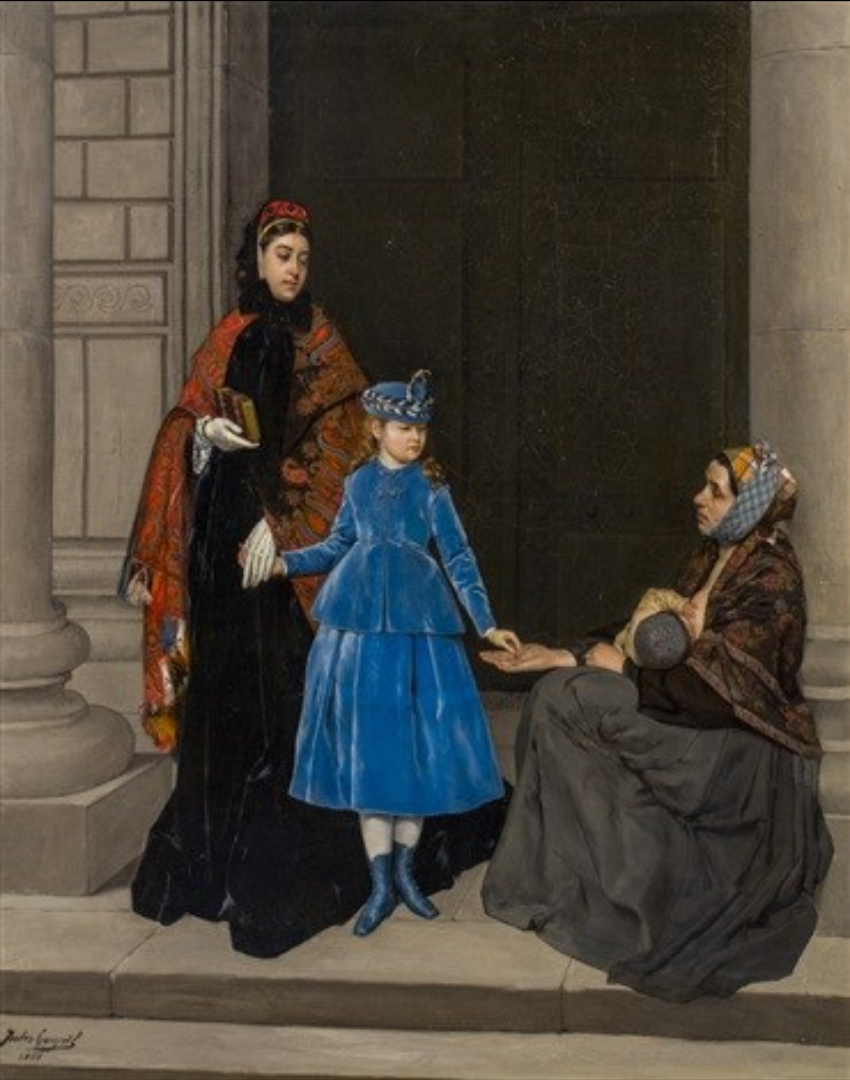
Подаяние
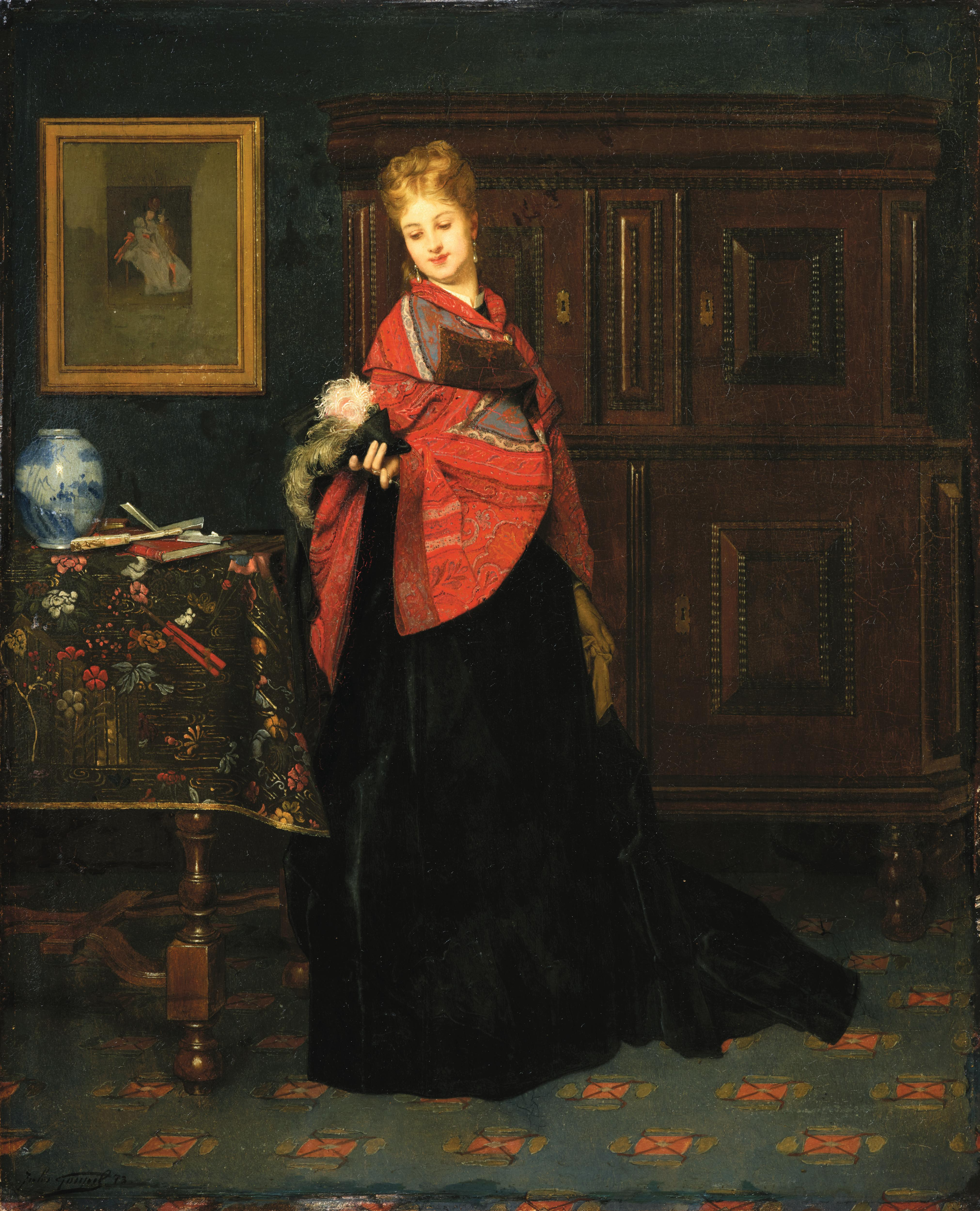
Новая шляпка
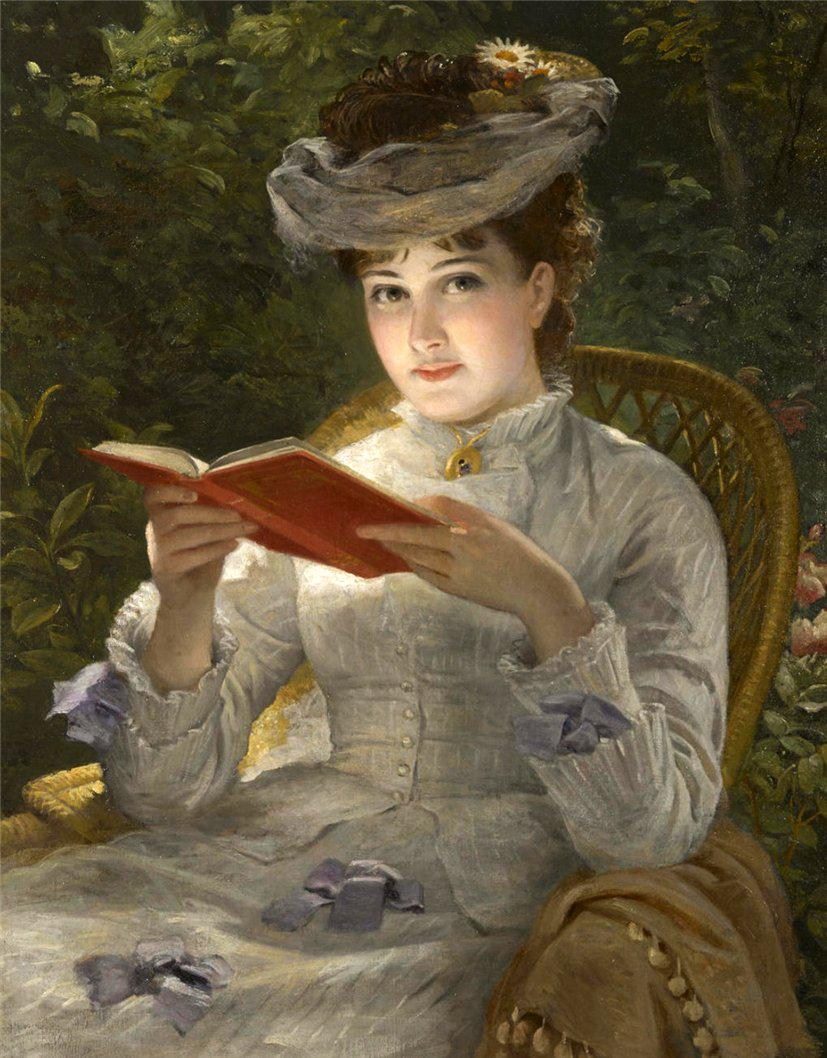
Читающая девушка
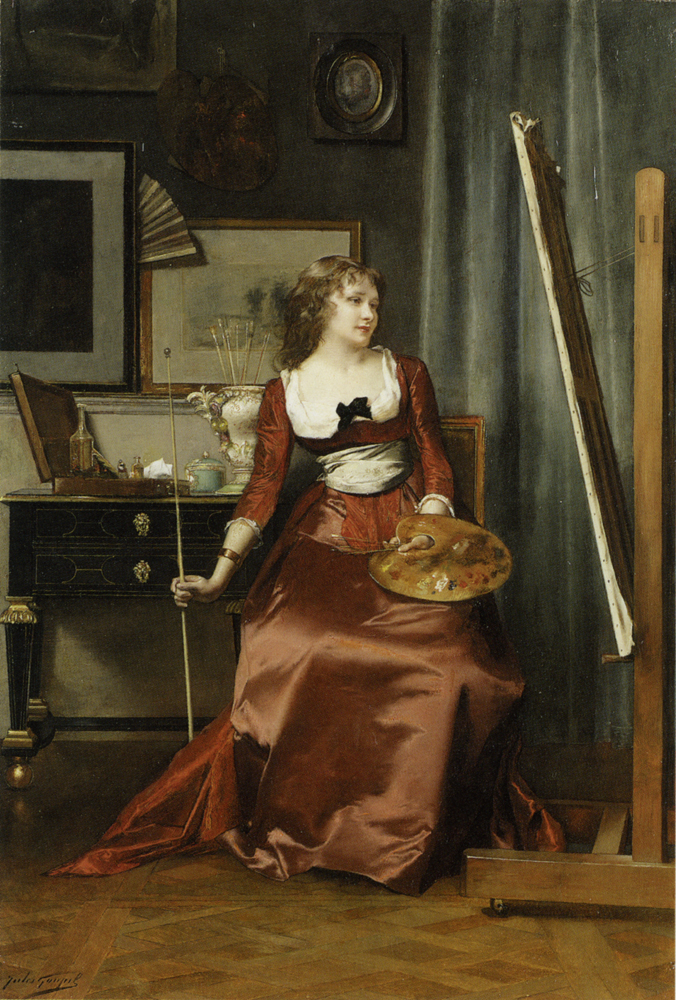
У мольберта
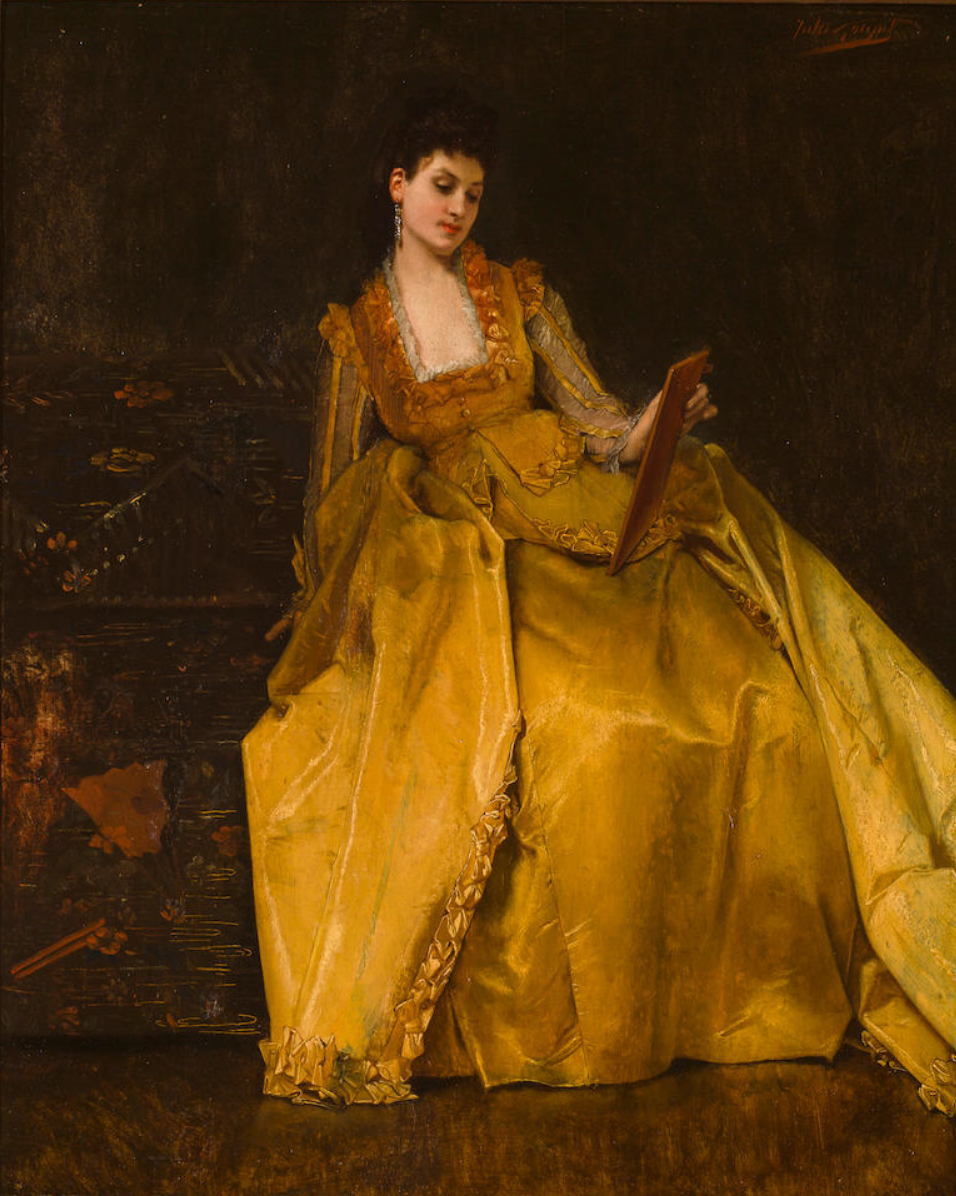
Восхищённый взгляд
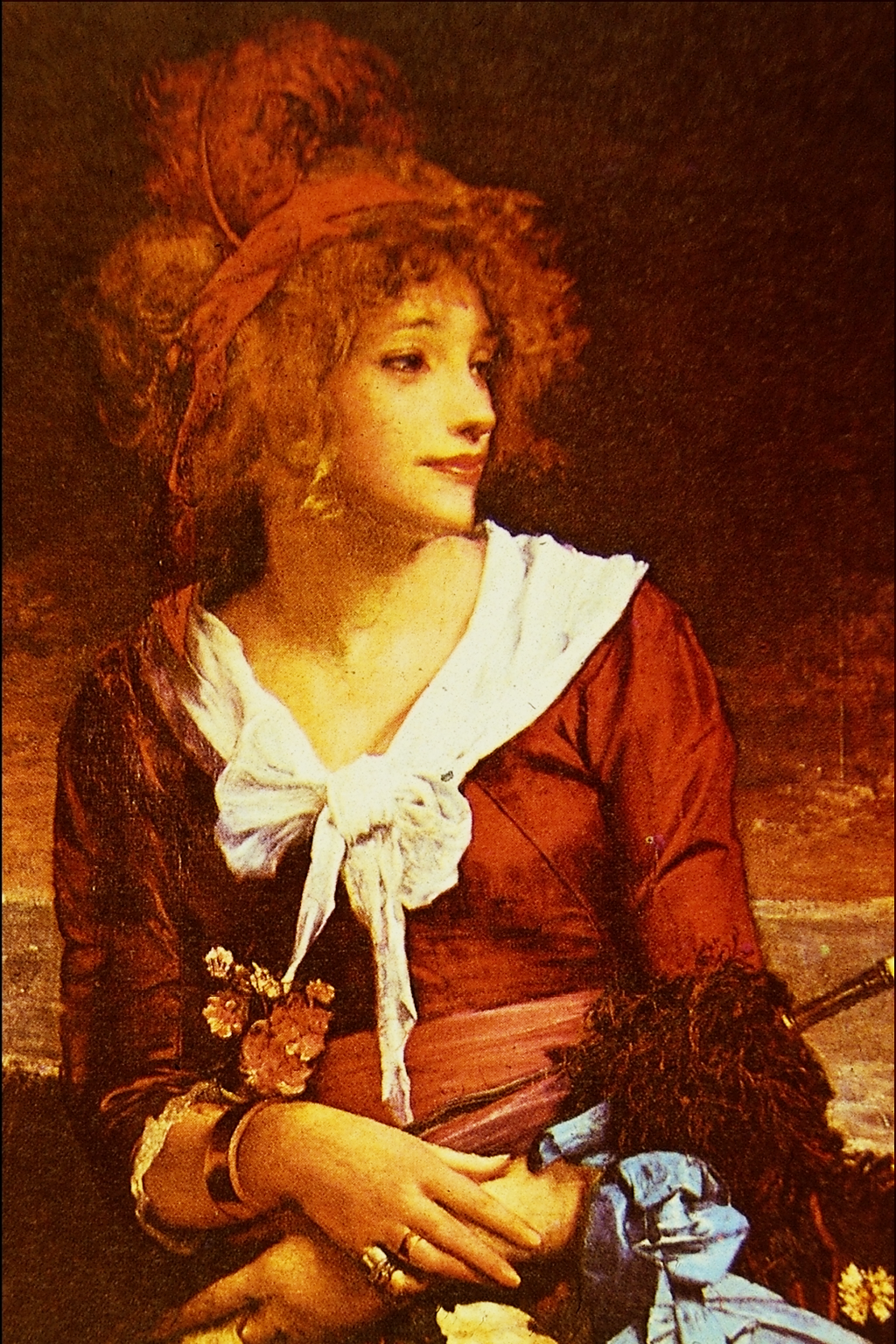
На берегу моря
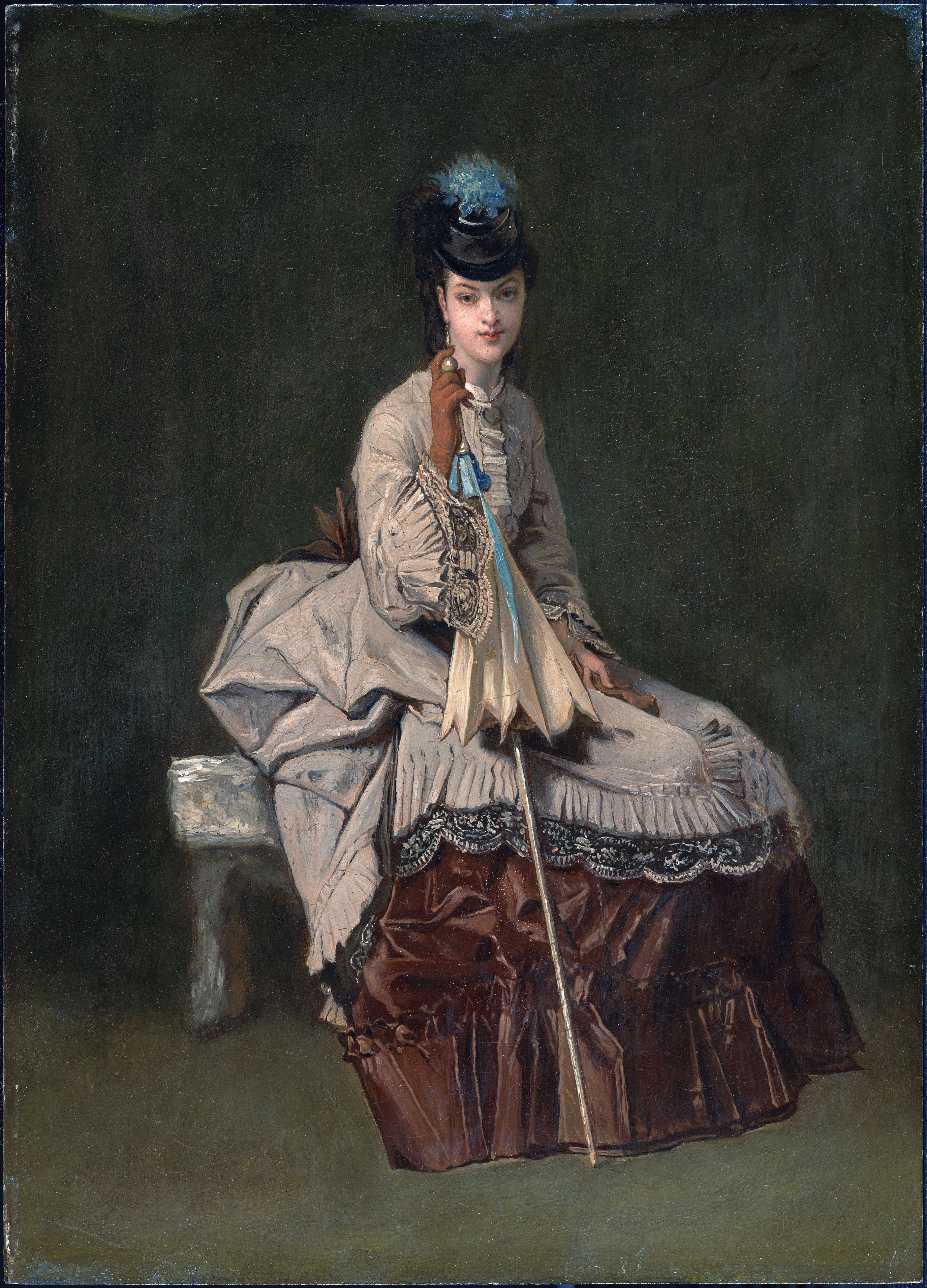
Женщина с зонтиком
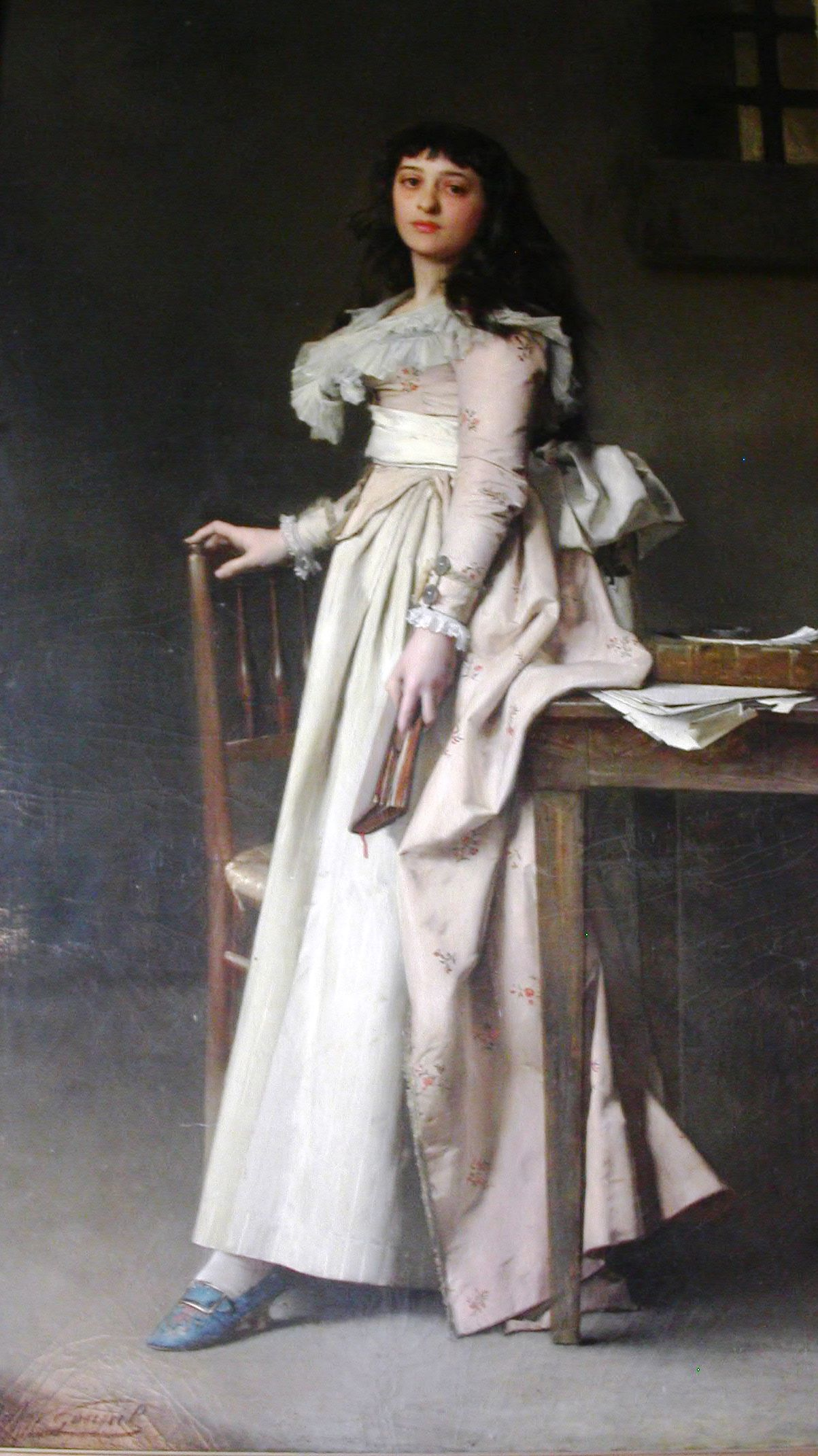
Последние минуты мадам Ролан